# Santiago Sequeiros
Santiago Sequeiros   (Buenos Aires, 1971) és un dibuixant de còmics i il·lustrador.

## Biografia
Amb la seva família va viure a Madrid i després a Vigo, on va estudiar els últims anys de Batxillerat.
Estudiant Filologia Anglesa a Sevilla, va publicar en la revista subvencionada Imagen de Sevilla. Animat per aquest fet, s'estableix a Barcelona i col·labora amb els últims números de la revista Totem, al mateix temps que estudia Disseny Gràfic a ELISAVA, preveient el negre futur que vindria per a la seva vocació.
La seva historieta Ambigú acabaria sent publicada per l'editorial independent Camaleón Ediciones en format 'àlbum d'historietes', el mateix que la seva següent obra: Nostromo Quebranto (1995). Totes elles s'ambienten a la fictícia ciutat de la Mala Pena, que deu molt a l'obra de Juan Carlos Onetti i al Cinema expressionista alemany. Un any després, era guardonat amb el Premi a l'autor revelació en el Saló Internacional del Còmic de Barcelona i La Cúpula edita To apeirón en la seva col·lecció Brut Comix.
Complerts els 25 anys, va abandonar per un llarg període un mitjà que no li donava per viure, centrant-se en la il·lustració, la publicitat i els storyboards. L'any 2000 rep el premi a la millor seqüència animada en el Festival Internacional de Cinema d'Animació d'Annecy. Es trasllada a Nova York per un temps i al seu retorn col·labora amb José Luis Sampedro en els llibres El Mercat i la Globalització i Mongoles a Bagdad entre altres títols de diferents autors. Les seves il·lustracions apareixen a diaris com El Mundo, El País, El Periódico de Catalunya i altres publicacions digitals i impreses. El seu treball ha estat exposat a Europa i Llatinoamèrica. Actualment treballa en la seva obra Romeo Muerto. Resideix a Madrid.